# Lydia (film)
Lydia is een Amerikaanse dramafilm uit 1941 onder regie van Julien Duvivier. Het is een nieuwe versie van zijn film Un carnet de bal uit 1937.

## Verhaal
Lydia MacMillan is een rijke, maar eenzame oude vrouw. Ze heeft in een wolkenkrabber afgesproken met drie oude vlammen. Ze kan zich haar eerste ontmoeting met elk van hen nog erg goed herinneren, maar ze heeft eigenlijk altijd alleen maar oog gehad voor een vierde man.

## Rolverdeling
| Acteur          | Personage           |
| --------------- | ------------------- |
| Merle Oberon    | Lydia MacMillan     |
| Edna May Oliver | Sarah MacMillan     |
| Alan Marshal    | Richard Mason       |
| Joseph Cotten   | Michael Fitzpatrick |
| Hans Jaray      | Frank Andre         |
| George Reeves   | Bob Willard         |
| John Halliday   | Fitzpatrick         |
| Sara Allgood    | Mary                |
| Billy Ray       | Johnny              |
| Frank Conlan    | Ned                 |